# Theodor Lessing
Theodor Lessing (Hanôver, 8 de janeiro de 1872 — Marienbad, 30 de agosto de 1933) foi um filósofo judeu alemão. Lessing é conhecido por se opor à ascensão de Hindenburg como presidente da República de Weimar e por seu clássico sobre o "ódio judeu" (Der jüdische Selbsthaß), um livro que ele escreveu em 1930, três anos antes de Hitler chegar ao poder, no qual ele tentou explicar o fenômeno dos intelectuais judeus que incitaram o antissemitismo contra o próprio povo judeu e que consideravam o judaísmo a fonte do mal no mundo.
Os ideais políticos de Lessing, bem como seu sionismo, fizeram dele uma pessoa muito controversa durante a ascensão da Alemanha nazista. Ele fugiu para a Checoslováquia, onde morava em Marienbad, na aldeia de um político social-democrata local. Na noite de 30 de agosto de 1933 ele foi assassinado por alemães dos Sudetos simpatizantes do nazismo. Lessing foi baleado através de uma janela da vila onde ele morava. Seus assassinos eram nacional-socialistas alemães da região dos Sudetas, Rudolf Max Eckert, Rudolf Zischka e Karl Hönl. Eles fugiram para a Alemanha nazista após o assassinato.
As visões filosóficas de Lessing foram influenciadas por Nietzsche e Afrikan Spir. De acordo com Theodore Ziolkowski, Lessing em "Geschichte als Sinngebung des Sinnlosen" (História como Significado do Insensato), "escrevendo na tradição de Nietzsche, ele argumentou que a história, sem validade objetiva, equivale a uma construção mítica imposta a uma realidade desconhecida, a fim de dar alguma aparência de significado".

## Vida

### Juventude
Lessing nasceu em uma família judia assimilada pela classe média alta. Seu pai era médico em Hanôver, sua mãe era filha de um banqueiro. Lessing lembrava como seus dias de escola eram infelizes; ele era um estudante abaixo da média e se formou no Ratsgymnasium Hannover com grande dificuldade. Em suas memórias, ele escreve: "Este ginásio humanístico alemão especializado em patriotismo, latim e grego... este instituto para promover a estupidez, metade dele construído em limites de colarinho branco, a outra metade em nacionalismo alemão mentiroso e plausível, não era apenas incrivelmente irresponsável, era totalmente chato... Nada, nada poderia compensar o que aqueles quinze anos destruíram em mim. Mesmo agora, quase todas as noites sonho com as torturas dos meus tempos de escola". Na época, ele era amigo de Ludwig Klages, mas essa amizade terminou em 1899 (embora não seja claro se o antissemitismo fosse o fator do acontecimento). Cada um sustentou posteriormente que suas próprias visões de adultos haviam sido determinadas por esse contexto compartilhado.
Depois de se formar, começou a estudar medicina em Friburgo em Brisgóvia, Bonn e, finalmente, em Munique, onde em maior conformidade com seus interesses reais, voltou-se para a literatura, filosofia e psicologia. Ele concluiu seu estudo em filosofia com uma dissertação sobre o trabalho do russo lógico Afrikan Spir.
Seus planos de habilitação na Universidade Técnica de Dresden foram abandonados em face da indignação pública contínua sobre a influência na academia de judeus, socialistas e feministas. Nos anos seguintes, ele trabalhou como professor catedrático e lecturer. Em 1906 ele viajou para Gotinga a fim de obter uma habilitação sob Edmund Husserl. Esse plano não deu certo, mas resultou brevemente em uma posição de crítico de teatro do jornal Göttinger Zeitung; suas notas críticas foram coletadas posteriormente em forma de livro, como o Nachtkritiken.

### Reconhecimento crescente
Em 1907, ele retornou a Hanôver, onde lecionou filosofia na Technische Hochschule, fundando a primeira sociedade alemã "anti-ruído" (Antilärmverein), para combater o tumulto urbano.
Em janeiro de 1910, ele criou um escândalo literário com um ataque odioso ao crítico Samuel Lublinski e seu Bilanz der Moderne (1904), em um artigo publicado no Die Schaubühne repleto de "piadas judaicas" e piadas sobre a aparência de Lublinski; provocou forte condenação de Thomas Mann, que devolveu os insultos ao chamar Lessing de "anão vergonhoso que deveria considerar-se com sorte".
No início da Primeira Guerra Mundial, Lessing se ofereceu para prestar serviços médicos. Nessa época, ele escreveu seu famoso ensaio Geschichte als Sinngebung des Sinnlosen ("História como Significado do Insensato"). Sua publicação foi adiada pela censura até 1919, devido à sua intransigente posição anti-guerra. Após a guerra, ele voltou a dar palestras em Hanôver e estabeleceu a Volkshochschule Hannover-Linden com a ajuda de sua segunda esposa, Ada Lessing.

### Fama e polêmicas anti-nacionalistas

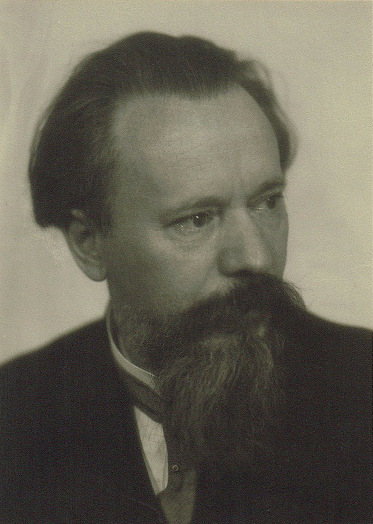
Lessing c. 1930

Desde 1923, ele foi altamente ativo na vida pública, publicando artigos e ensaios em Prager Tagblatt e Dortmunder Generalanzeiger, e rapidamente se tornou um dos escritores políticos mais conhecidos da Alemanha de Weimar. Em 1925, ele chamou a atenção para o fato de que o assassino em série Fritz Haarmann havia sido um espião da polícia de Hanôver, e isso resultou em sua exclusão da cobertura do julgamento. No mesmo ano, ele escreveu uma peça pouco lisonjeira sobre Paul von Hindenburg, descrevendo-o como um homem intelectualmente vazio que estava sendo usado como fachada por forças políticas sinistras:
A visão de Platão era de que os líderes dos homens deveriam ser filósofos. Nenhum filósofo ascende ao trono em Hindenburg. Apenas um símbolo representativo, um ponto de interrogação, um zero. Pode-se dizer "Melhor um zero que um Nero". Infelizmente, a história mostra que por trás de cada zero se esconde um futuro Nero.
Este artigo lhe rendeu a inimizade dos nacionalistas, e suas palestras foram logo interrompidas por manifestantes antissemitas. Lessing recebeu apenas apoio limitado do público, e até seus colegas argumentaram que ele havia ido longe demais. Nem uma licença de seis meses, longe de palestras, conseguiu acalmar a situação. Em 7 de junho, quase mil estudantes ameaçaram mudar seus estudos para a Technische Universität Braunschweig, a menos que ele fosse expulso, e em 18 de junho de 1926, o ministro prussiano Carl Heinrich Becker se curvou à pressão pública, colocando Lessing em licença por tempo indeterminado com um salário reduzido.

### Fuga dos nazistas e assassinato
Em 30 de janeiro de 1933, o Partido Nazista assumiu o poder e, em fevereiro, após a supressão do congresso Freie Wort, Lessing começou a fazer as malas. Em 1º de março, ele e sua esposa fugiram para Marienbad, na Checoslováquia, onde continuou escrevendo para jornais alemães do exterior. Mas em junho, foi noticiado nos jornais em Sudetas que havia sido anunciada uma recompensa por sua captura.
Em 30 de agosto de 1933, enquanto trabalhava em seu escritório, ele foi baleado através da janela por assassinos simpatizantes nazistas. Ele morreu no dia seguinte no hospital em Marienbad.

## Obras literárias/edições

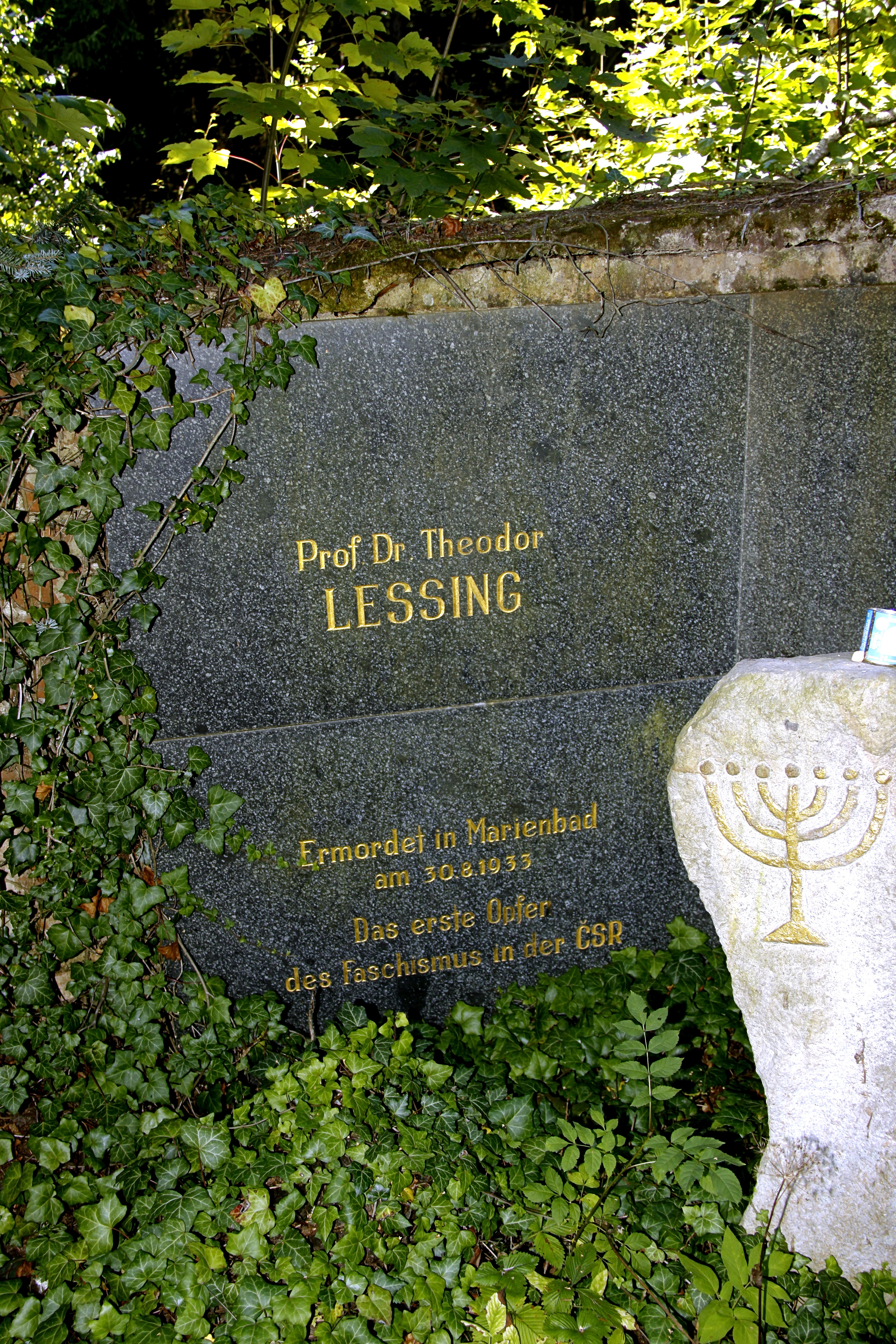
Túmulo de Lessing em Marienbad (Mariánské Lázně)

- African Spirs Erkenntnislehre, Gießen, Münchow, 1900. 
 Dissertação de Lessing em Erlangen.
- Geschichte als Sinngebung des Sinnlosen. (Beck) 1919 ASIN B0000EAZ09 bzw. Leipzig: Reinicke Verlag 1927 OCLC 72170880. Neu: München: Matthes & Seitz 1983.  ISBN 3-88221-219-5
- Haarmann. Die Geschichte eines Werwolfs. 1925
- Meine Tiere. 1926
- Blumen. 1928
- Der jüdische Selbsthaß. 1930
- Einmal und nie wieder. Erinnerungen, aus dem Nachlass herausgegeben 1935
- Die verfluchte Kultur. Matthes & Seitz 1981. ISBN 3-88221-325-6
- Jörg Wollenberg (Hrsg.): Theodor Lessing – Ausgewählte Schriften. Donat Verlag Bremen
  - Volume 1: Theodor Lessing: 'Bildung ist Schönheit' – Autobiographische Zeugnisse und Schriften zur Bildungsreform. Bremen 1995
  - Volume 2: Theodor Lessing: 'Wir machen nicht mit!' – Schriften gegen den Nationalismus und zur Judenfrage. Bremen 1997
  - Volume 3: Theodor Lessing: 'Theaterseele' und 'Tomi melkt die Moralkuh' – Schriften zu Theater und Literatur. Bremen 2003
- "Geschichte als Sinngebung des Sinnlosen". Zum Leben und Werk des Kulturkritikers Theodor Lessing (1872-1933), hrsg. von Elke-Vera Kotowski, Hildesheim 2006